# Auguste Pelzer
August(e) Pascal Marie Joseph Pelzer (* 28. Dezember 1876 in Aachen; † 4. Januar 1958 in Vatikanstadt) war ein deutsch-belgischer römisch-katholischer Theologe und Mediävist sowie Schriftleiter und Bibliothekar an der Vatikanischen Apostolischen Bibliothek.

## Leben und Wirken
Pelzer war der Sohn belgischer Eltern aus Herve. Nach seinem Abitur in Aachen studierte Pelzer Theologie am Großseminar in Lüttich und Philosophie an der Katholischen Universität Löwen und schloss dieses bereits 1898 mit seiner Promotion zum Dr. phil. ab. Nach seiner Priesterweihe im Jahr 1901 vertiefte er seine Studien an der „École des sciences morales et historiques“ in Löwen. Nach einer kurzen Zeit als Kaplan eines Frauenklosters in Jupille in der Diözese Lüttich, schickte ihn Kardinal Désiré-Joseph Mercier im Juni 1907 auf eigene Kosten nach Rom, wo er sich in die Manuskripte der Vatikanischen Bibliothek einarbeiten sollte. 
Im Jahr 1910 erhielt Pelzer zunächst eine Stelle als stellvertretender und ab 1915 eine als hauptamtlicher Schriftleiter an der Vatikanischen Apostolischen Bibliothek in Rom, die er für den Rest seines Lebens beibehielt. 
Pelzer spezialisierte sich auf mittelalterliche Philosophie und schulische Manuskripte und avancierte er zu einem anerkannten Scholastikforscher jener Jahre. Er publizierte sein Hauptwerk in der Reihe der Bibliothecae Apostolicae Vaticanae codices Manuskripti recensiti, wo er in den Jahren 1931 bis 1933 für die Codices Vaticani latini 679–1134 verantwortlich war. 
Ab November 1907 bis zu seinem Tod im Jahr 1958 lebte Pelzer in dem Wohntrakt der Kirche San Giuliano dei Fiamminghi in Rom. Seinen privaten Buchbesitz stiftete er der Universität in Löwen.

## Ehrungen
Für seine vielfältigen Verdienste wurde Pelzer in mehrfacher Weise geehrt, so unter anderem mit der Ernennung zum Päpstlichen Ehrenkämmerer im Jahr 1915 und zum Päpstlichen Hausprälat im Jahr 1923. 
Darüber hinaus wurde er 1935 als Mitglied in die Classe des Lettres de l’Académie royale de Belgique aufgenommen und 1947 zum „Dr. phil. h.c.“ an der Katholischen Universität Löwen ernannt.

## Schriften (Auswahl)
- Le premier livre des Reportata Parisiensia de Jean Duns Scot, Institut Supérieur de Philosophie, 1923
- Un Traducteur inconnu: Pierre Gallego, franciscain et premier évêque de Carthagène, Tipografia del Senato, 1924
- Exempla scripturarum; edita consilio et opera procuratorum Bibliothecae et tabularii Vaticani. Bibliotheca Vaticanam, Rom 1927
- Codices Latini saeculi XIII. Bibliotheca Vaticana, Rom 1929
- Codices Vaticani Latini / 2,1 Codices 679–1134, Bibliotheca Vaticana, 1931
- Historia bibliothecae Romanorum pontificum tum Bonifatianae tum Avenionensis; Addenda et emendanda ad Francisci Ehrle historiam bibliothecae Romanorum pontificum tum Bonifatianae tum Avenionensis tomum, Bibliotheca Vaticana, Rom 1947
- À L’occasion de Son Soixante-dixième Anniversaire. Bibliotheque de l’Universite, Bureaux du Recueil 1947
- Geskiedenis van die Suid-Afrikaanse republiek, A. A. Balkema, 1950
- Études D’histoire Littéraire Et Doctrinale de la Scolastique Médiévale  Publications universitaires Louvain 1964
- Abréviations latines médiévales: supplément au ‚Dizionario di abbreviature latine ed italiane de Adriano Cappelli‘, Publ. Univ. – Paris 1966